# Championnat d'Azerbaïdjan féminin de football
Le championnat d'Azerbaïdjan de football féminin est une compétition de football féminin opposant les meilleurs clubs d'Azerbaïdjan, créée en 2003. 
Le vainqueur du championnat se qualifie pour la Ligue des champions féminine de l'UEFA.

## Palmarès
| Saison      | Champion                              |
| ----------- | ------------------------------------- |
| 2003-2004   | Gömrükçü Bakou                        |
| 2004        | Gömrükçü Bakou                        |
| 2005        | Gömrükçü Bakou                        |
| 2006        | Ruslan-93                             |
| 2007        | Ruslan-93                             |
| 2008 à 2016 | Seul un championnat jeune est disputé |
| 2016-2017   | Gabala FK                             |
| 2017-2018   | Sumqayıt FK                           |
| 2021-2022   | 8 N°-li RiOEUGiM                      |
| 2022-2023   | Sumqayıt FK                           |
| 2023-2024   | PFK Neftchi                           |
| 2024-2025   | PFK Neftchi                           |